# Joan Pau Jordà Sánchez
Joan Pau Jordà Sánchez (Palma, 17 de juliol de 1986), és un historiador, demògraf i escriptor mallorquí.
És llicenciat en història per la Universitat de les Illes Balears i doctor en demografia per la Universitat Autònoma de Barcelona. La seva tesi doctoral Aproximación a las migraciones históricas a través del estudio de la información nominal vessa sobre les migracions a l'àrea de Barcelona durant els segles xv-xvi. Va ser deixeble de la demògrafa catalana Anna Cabré.
Va continuar la seva formació postdoctoral al Centro de Administração e Políticas Públicas (CAPP) de l'Instituto Superior de Ciências Sociais e Políticas de la Universitat de Lisboa. Hi va recercar el treball infantil a l'Àfrica portuguesa.
Ha publicat articles científics sobre les migracions històriques i el seu estudi mitjançant l'anàlisi estadístic de l'onomàstica, la història contemporània d'Espanya i el Món i la realitat demogràfica, social i política de les Illes Balears. Resideix a Mallorca, on col·labora amb l'administració local. És col·laborador al Centre d'Estudis Demogràfics (CED) i la Fundació Emili Darder i Ateneu Pere Mascaró. Va ser professor al Departament de Geografia a la UAB. Participa en el col·lectiu «Visc a Mallorca» que actua per mobilitzar la gent per participar en les eleccions.
Ha participat en projectes de caràcter social i polític, especialment vinculats al món estudiantil i del lleure a Mallorca.

## Obres destacades
Per una bibliografia més extensiva vegeu «Obra de Joan Pau Jordà Sánchez» a Dialnet.
- L'independentisme a les Illes Balears. De la Transició a l'actualitat (1976-2011) (2012), coautor.[3][4]
- Manifest contra el Desencís (2014), coautor.
- Somnis compartits: la identitat mallorquina a debat (2016), coautor.
- El mirall de l'esquerra: entre el desencís i la necessària renovació (2021), amb Miquel Rosselló Xamena[5][6]